# Wawrzyniec Grzymała Goślicki
Wawrzyniec Grzymała Goślicki (latim: Laurentius Grimaldius Goslicius; 1530-1607) foi um bispo polonês, pensador político e filósofo, mais conhecido por seu livro De optimo senatore de 1568 (O Senador Ideal).

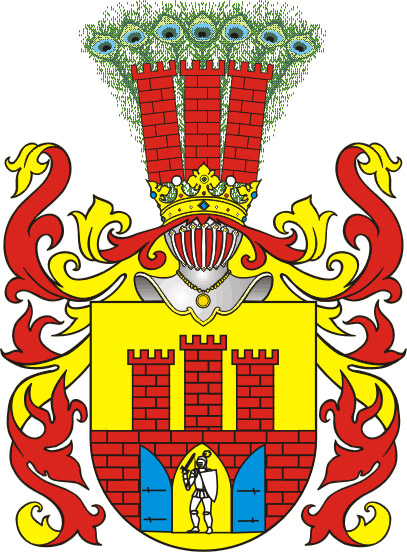
O brasão de armas dos Grzymała

Após seus estudos na Universidade Jagiellon em Cracóvia e em Pádua, ele entrou para a Igreja Católica Apostólica Romana. Em 1569 ele também se juntou à chancelaria real e serviu a dois reis, Zygmunt August e Stefan Batory e foi sucessivamente indicado para bispo de Kamianets-Podilskyi (1586), Chełm (1590), Przemyśl (1591), e Poznań (1601). Goślicki era um homem de negócios, altamente estimado por seus contemporâneos e freqüentemente empenhado em atividades políticas. Ele também era um ativo defensor da tolerância religiosa na Polônia. Foi devido a sua influência e por uma carta que ele escreveu ao Papa contra os jesuítas que eles foram impedidos de fundarem escolas em Cracóvia durante seu governo. Ele foi o único prelado que, em 1587, aderiu à Confederação de Varsóvia.
O livro de Goślicki De optimo senatore (Veneza, 1568) foi editado posteriormente em duas versões inglesas, como A commonwealth of good counsaile (1607) e como The Accomplished Senator... Done into English... By Mr. Oldisworth (1733). Em seu livro, Goślicki coloca que a lei deve estar acima do governante e que é ilegítimo governar as pessoas contra a vontade delas. Muitas das ideias de seus livros continham os fundamentos da Democracia dos nobres da Polônia (1505-1795) e eram baseadas nos escritos do século XIV de Stanisław de Skarbimierz.  
Na Inglaterra, a ideia da responsabilidade do rei para com seus súditos era tão revolucionária que o livro de Goślicki foi por muito tempo proibido no país. Suas ideias serviram de base para o surgimento das futuras constituições nacionais. O livro foi lido e comentado por Thomas Jefferson, amigo ou mentor de muitos dos criadores da Constituição dos Estados Unidos da América. Ele também foi uma importante influência na formação da primeira constituição nacional moderna codificada da Europa, e a segunda no mundo, a Constituição polonesa de 3 de maio de 1791.